# Софроній Юско
 Софроній Юско — єпископ (управитель) Мукачівської єпархії (МГКЄ) до укладення Ужгородської унії.

## Історичні дані
В «Історії карпатських русинів» подається список єпископів Мукачівської єпархії від Луки – до Василя Поповича та згадка про останніх православних єпископів Марамороша Йосифа Стойку і Досифея Теодоровича. 
У хроніці Софроній Юско згадується разом з єпископом  Парфірій Ардан, та зазначено час керування єпархією 1640-1642р.